# Michael Cordy
Michael Cordy (* 1962) ist ein britischer Schriftsteller.
Bis 1993 war er als Marketingleiter in einem englischen Konzern tätig. Seine Faszination für die Genforschung, ihrer Entwicklung und der ethisch-moralischen Herausforderung verarbeitete er erstmals in dem Bestseller Das Nazareth-Gen. Das Buch war in über 25 Ländern erfolgreich.
Mit Mutation konnte er sich als einer der besten Thrillerautoren etablieren. Mit seiner Frau Jenny und ihrer gemeinsamen Tochter lebt er in oder bei London.

## Werke
- The Miracle Strain (1997) (deutsch: Das Nazareth-Gen, 1997)
- Crime Zero (1999) (deutsch: Mutation, 2000)
- Lucifer (2001) (deutsch: Lucifer – Träger des Lichts, 2003)
- True (2004) (deutsch: Das Wahrheits-Serum, 2006)
- The Source (2008) (deutsch: Die Genesis-Verschwörung, 2009)
- The Color of Death (2011) (deutsch: Der Kult, 2012)